# Вудхолл, Хантер
Хантер Вудхолл (англ. Hunter Woodhall; род. 17 февраля 1999 года, Джорджия, США) — американский легкоатлет. Он выиграл золотую медаль в беге на 400 м T62 среди мужчин на летних Паралимпийских играх 2024 года, после завоевания бронзовой медали в том же виде на летних Паралимпийских играх 2020 года.
Он дебютировал на международном уровне в 2015 году, завоевав серебряную и бронзовую медали на чемпионате мира по легкой атлетике МПК 2015 года, а затем завоевал бронзовую и серебряную медали на летних Паралимпийских играх 2016 года. После окончания средней школы Сиракьюса он стал первым человеком с двумя ампутированными конечностями, получившим стипендию NCAA Division I.

## Ранние годы
Вудхолл родился в Джорджии, США, когда его отец служил в армии. Родители Вудхолла решили ампутировать обе его ноги в возрасте 11 месяцев из-за малоберцовой гемимелии. Выросший в Сиракьюсе, штат Юта, он обучался на дому до пятого класса, а когда поступил в школу, над ним издевались из-за его инвалидности. Хотя изначально ему сделали протезы ног, Вудхолл перешел на «лезвия» из углеродного волокна для бега и присоединился к команде по легкой атлетике.

## Карьера
Во время учебы в средней школе Сиракьюса Вудхолл участвовал с Национальной паралимпийской сборной США на международных соревнованиях. Он дебютировал на международном уровне в 2015 году, завоевав серебряную и бронзовую медали на чемпионате мира по легкой атлетике МПК 2015 года.
К выпускному классу Вудхолл занял 20-е место в Америке в беге на 400 метров со временем 47,32 секунды. Он участвовал в летних Паралимпийских играх 2016 года, где завоевал бронзовую медаль в беге на 400 метров и серебряную медаль в беге на 200 метров. В результате мэр города Сиракьюс Терри Палмер назвал 15 сентября «Днем Хантера Вудхолла». По завершении обучения в старшей школе Вудхолл был назван лучшим легкоатлетом года среди школьников 2016 года. После окончания университета Вудхолл стал первым легкоатлетом с двумя ампутированными конечностями, получившим спортивную стипендию NCAA Division I, которую он принял в Университете Арканзаса.
В свой первый год в Университете Арканзаса Вудхолл соревновался в конференции SEC вместе с бегунами без инвалидности. Он участвовал в шести соревнованиях в помещении, пробежав 800 метров за 1:58.04, и в семи соревнованиях на открытом воздухе, пробежав 400 метров за 47.42. Его время принесло ему бронзовую медаль в беге 4 x 400 на чемпионате SEC Outdoor Championships. К концу сезона он был номинирован на звание «NCAA Game Changer of the Year» и был включён в первую сборную All-American в эстафете 4 x 400 и смешанной эстафете на дистанцию. На втором и третьем курсах Вудхолл пробежал 400 метров за 46,22 секунды на чемпионате SEC на открытом воздухе и стал трехкратным участником сборной All-American в беге 4 x 400 метров. На третьем курсе Вудхолл создал аккаунт в приложении для обмена видео TikTok, где поделился историей о том, как он потерял ноги. В результате его пригласили на шоу Эллен ДеДженерес, где ему дали 20 000 долларов, чтобы помочь ему достичь своих целей на Паралимпийских играх 2020 года.
Вудхолл выиграл золотую медаль на дистанции 400 метров T62 на летних Паралимпийских играх 2024 года. Он отпраздновал это со своей женой Тарой Дэвис, которая ранее выиграла золото на летних Олимпийских играх 2024 года. Он также выиграл бронзу в смешанной эстафете 4x100 м, где он пробежал третьим.

## Личная жизнь
16 октября 2022 года Вудхолл женился на своей давней подруге, олимпийской чемпионке Таре Дэвис. Они познакомились на соревнованиях по легкой атлетике в Айдахо в 2017 году. Они ведут совместный канал на YouTube. Празднование Вудхоллом победы жены в прыжках в длину среди женщин на летних Олимпийских играх 2024 года привлекло значительное внимание СМИ.